# Maksim Švjacoŭ
Maksim Uladzimiravič Švjacoŭ (in bielorusso Максім Уладзіміравіч Швяцоў?; traslitterazione anglosassone: Maksim Shvyatsow; Minsk, 2 aprile 1998) è un calciatore bielorusso, difensore del Rotor.

## Caratteristiche tecniche
È un difensore centrale.

## Carriera

### Club
Cresciuto nel settore giovanile della Dinamo Minsk, ha esordito in prima squadra il 2 agosto 2015 disputando l'incontro di Kubak Belarusi pareggiato 5-2 contro lo Smaljavičy.

### Nazionale
Ha giocato nelle nazionali giovanili bielorusse Under-17, Under-19 ed Under-21.
Il 23 febbraio 2020 ha esordito con la nazionale maggiore disputando l'amichevole vinta 1-0 contro l'Uzbekistan.

## Statistiche
Statistiche aggiornate al 17 marzo 2020.

### Presenze e reti nei club
| Stagione        | Squadra         | Campionato      | Campionato | Campionato | Coppe nazionali | Coppe nazionali | Coppe nazionali | Coppe continentali | Coppe continentali | Coppe continentali | Altre coppe | Altre coppe | Altre coppe | Totale | Totale | Totale |
| Stagione        | Squadra         | Comp            | Pres       | Reti       | Comp            | Pres            | Reti            | Comp               | Pres               | Reti               | Comp        | Pres        | Reti        | Pres   | Reti   |        |
| --------------- | --------------- | --------------- | ---------- | ---------- | --------------- | --------------- | --------------- | ------------------ | ------------------ | ------------------ | ----------- | ----------- | ----------- | ------ | ------ | ------ |
| 2016            | Dinamo Minsk    | VL              | 3          | 0          | CB              | 1               | 0               | UEL                | 0                  | 0                  |             | -           | -           | 4      | 0      |        |
| 2017            | Dinamo Minsk    | VL              | 11         | 0          | CB              | 1               | 0               | UEL                | 1                  | 0                  |             | -           | -           | 13     | 0      |        |
| 2018            | Dinamo Minsk    | VL              | 25         | 0          | CB              | 1               | 0               | UEL                | 5                  | 0                  |             | -           | -           | 31     | 0      |        |
| 2019            | Dinamo Minsk    | VL              | 22         | 0          | CB              | 5               | 0               | UEL                | 1                  | 0                  |             | -           | -           | 28     | 0      |        |
| 2020            | Dinamo Minsk    | VL              | 0          | 0          | CB              | 3               | 0               |                    | -                  | -                  |             | -           | -           | 3      | 0      |        |
| Totale carriera | Totale carriera | Totale carriera | 61         | 0          |                 | 11              | 0               |                    | 7                  | 0                  |             | -           | -           | 79     | 0      |        |

### Cronologia presenze e reti in nazionale
| Cronologia completa delle presenze e delle reti in nazionale ― Bielorussia | Cronologia completa delle presenze e delle reti in nazionale ― Bielorussia | Cronologia completa delle presenze e delle reti in nazionale ― Bielorussia | Cronologia completa delle presenze e delle reti in nazionale ― Bielorussia | Cronologia completa delle presenze e delle reti in nazionale ― Bielorussia | Cronologia completa delle presenze e delle reti in nazionale ― Bielorussia | Cronologia completa delle presenze e delle reti in nazionale ― Bielorussia | Cronologia completa delle presenze e delle reti in nazionale ― Bielorussia |
| Data                                                                       | Città                                                                      | In casa                                                                    | Risultato                                                                  | Ospiti                                                                     | Competizione                                                               | Reti                                                                       | Note                                                                       |
| -------------------------------------------------------------------------- | -------------------------------------------------------------------------- | -------------------------------------------------------------------------- | -------------------------------------------------------------------------- | -------------------------------------------------------------------------- | -------------------------------------------------------------------------- | -------------------------------------------------------------------------- | -------------------------------------------------------------------------- |
| 23-2-2020                                                                  | Sharja                                                                     | Uzbekistan                                                                 | 0 – 1                                                                      | Bielorussia                                                                | Amichevole                                                                 | -                                                                          | 78’                                                                        |
| 26-2-2020                                                                  | Sofia                                                                      | Bulgaria                                                                   | 0 – 1                                                                      | Bielorussia                                                                | Amichevole                                                                 | -                                                                          |                                                                            |
| 24-3-2021                                                                  | Minsk                                                                      | Bielorussia                                                                | 1 – 1                                                                      | Honduras                                                                   | Amichevole                                                                 | -                                                                          | 44’                                                                        |
| 2-6-2021                                                                   | Minsk                                                                      | Bielorussia                                                                | 1 – 2                                                                      | Azerbaigian                                                                | Amichevole                                                                 | -                                                                          |                                                                            |
| 2-9-2021                                                                   | Ostrava                                                                    | Rep. Ceca                                                                  | 1 – 0                                                                      | Bielorussia                                                                | Qual. Mondiali 2022                                                        | -                                                                          | 89’                                                                        |
| 5-9-2021                                                                   | Kazan'                                                                     | Bielorussia                                                                | 2 – 3                                                                      | Galles                                                                     | Qual. Mondiali 2022                                                        | -                                                                          |                                                                            |
| 8-9-2021                                                                   | Kazan'                                                                     | Bielorussia                                                                | 0 – 1                                                                      | Belgio                                                                     | Qual. Mondiali 2022                                                        | -                                                                          |                                                                            |
| 13-11-2021                                                                 | Cardiff                                                                    | Galles                                                                     | 5 – 1                                                                      | Bielorussia                                                                | Qual. Mondiali 2022                                                        | -                                                                          |                                                                            |
| 16-11-2021                                                                 | Minsk                                                                      | Bielorussia                                                                | 1 – 0                                                                      | Giordania                                                                  | Amichevole                                                                 | -                                                                          |                                                                            |
| 29-3-2022                                                                  | Riffa                                                                      | Bahrein                                                                    | 0 – 1                                                                      | Bielorussia                                                                | Amichevole                                                                 | -                                                                          | 22’                                                                        |
| 22-9-2022                                                                  | Astana                                                                     | Kazakistan                                                                 | 2 – 1                                                                      | Bielorussia                                                                | UEFA Nations League 2022-2023 - 1º turno                                   | -                                                                          |                                                                            |
| 20-11-2022                                                                 | al-'Ayn                                                                    | Oman                                                                       | 2 – 0                                                                      | Bielorussia                                                                | Amichevole                                                                 | -                                                                          | 80’                                                                        |
| Totale                                                                     |                                                                            | Presenze                                                                   | 12                                                                         |                                                                            | Reti                                                                       | 0                                                                          |                                                                            |

## Palmarès

### Club

#### Competizioni nazionali
- Campionato bielorusso: 1

Dinamo Minsk: 2023